# Paula Freitas
Paula Freitas est une ville brésilienne de l'État du Paraná.

## Maires
| Période | Période | Identité     | Étiquette | Qualité |
| ------- | ------- | ------------ | --------- | ------- |
| 2009    | 2012    | Beto Gabardo | PT        |         |